# جان آبراهامز
جان آبراهامز (انگلیسی: Jon Abrahams؛ زادهٔ ۲۹ اکتبر ۱۹۷۷) هنرپیشه اهل ایالات متحده آمریکا است. وی از سال ۱۹۹۵ میلادی تاکنون مشغول فعالیت بوده‌است.
از فیلم‌هایی که وی در آن نقش داشته است می‌توان به فیلم ترسناک، راه رفتن مرد مرده، ملاقات با والدین، بچه‌ها، خانه مومی، بهترین، بی‌حرکت ایستادن، خارج از مشیت الهی، دختر رئیس من، رنجرهای تگزاس و بدون توقف اشاره کرد.